# 阴阳双合拳
阴阳双合拳，安徽武術，為中國武術流派之一。

## 源流
阴阳双合拳據傳为元朝武术家杨艺所创，他少时习武，精通少林寺與武当派兩家功夫。至晚年他结合中医经络学与脏腑的连带表里关系，創出這套阴阳双合拳。

## 介紹
阴阳双合拳既有少林派的刚猛舒展，又有武当内家的绵柔。整趟拳术始终蕴含阴阳动静的辩证统一，故谓阴阳双合拳。阴阳双合拳运用肢体运动的牵拉拽引敲击振穴的手法，疏通阴阳八脉十二经络气机实现脏腑阴阳的表里合一，偏向养生技击。双合拳的一大特点是颇具医理，拳术中随处可见中医的牵、拉、拽、引、螺旋缠绕、敲击振穴等功法，能促进五脏六腑阴阳平衡。

## 來源
1. 1 2  韩氏阴阳双合拳
2. ↑  .   [2023-01-04]. （原始内容存档于2023-01-04）.